# オールド・ジョイ
『オールド・ジョイ』は、ジョナサン・レイモンド原作・脚本、ケリー・ライカート脚本・監督によるアメリカのロードムービー。2006年製作。ヨ・ラ・テンゴが音楽を担当。
本作品は2020年、「秋の文化芸術週間2020ケリー・ライカート監督特集」にて日本初上映された。

## あらすじ
ある週末、旧友のカート(ウィル・オールダム)とマーク(ダニエル・ロンドン)は再会し、オレゴン州ポートランドの東に位置するカスケード山脈へとキャンプの旅に出る。カートがその日暮らしのヒッピー・スタイルの生活をいまだに送る一方、マークは家と真っ当な仕事を手に入れていた。旅の途中、間もなく第一子が生まれるマークは父親になるという重圧から一時的に解放される。映画は、彼らの友情、喪失、そして疎外感の物語である。なお、この旅にはマークの犬のルーシーも同行する(ルーシーはライカート監督の同名の犬によって演じられた)。

## 批評家の反応
『オールド・ジョイ』は多くの批評家から大変高い評価を得ている。映画評論サイト Rotten Tomatoes では2021年5月14日の時点で、94件のレビューのうち85%から肯定的な批評を受けた。同サイトは「この瞑想的な映画は、深い友情と色褪せてしまった輝きを描き、そこには静かでメランコリックな美しさが隅々まで行き渡っている」とまとめている。また、Metacritic では、24件のレビューに基づき100点満点中84点が付けられている。ニューヨーク・タイムズの批評では「本年度最高のアメリカ映画の一つ」と称えられた。
『オールド・ジョイ』は、ロサンゼルス映画批評家協会、ロッテルダム国際映画祭、サラソタ映画祭から賞を受けている。製作者のニール・コップは本作品と『パラノイドパーク』の二作品の功績により、インディペンデント・スピリット賞の特別賞を受けた。
一方、『オールド・ジョイ』のブルーレイ発売にあたり批評家のスヴェット・アタナソヴは、ライカートが才能ある監督だと認める一方、映画に対して次のように述べている。「この映画はあまりに内向的なため、観客を寄せ付けるのを拒むような印象を与えてしまう。(中略)この映画は観客と主人公二人の間の距離を縮めるのではなく、主人公たちに友情や人生について考えるための空間を与えているだけなのだ」と落胆している。

## サウンドトラック
本作品の音楽は、ヨ・ラ・テンゴのコンピレーション・アルバム『They Shoot, We Score』に収録されている。

## 作品解説
ライカート自身は本作品を「ニューエイジ・ウェスタン」と呼び、「この映画では(従来のウェスタンのように)男たちはタフさを証明するのではなく、オープンになることへ挑んでいる」と述べている。